# プロット・ディレクター
『プロット・ディレクター』は、中里融司による日本のライトノベル。イラストは日向悠二が担当した。電撃文庫（メディアワークス）より2004年2月から2004年7月まで全2巻が刊行。同作者作品である『狂科学ハンターREI』に登場した機関である「戦史研究室」が名前だけ登場するが関連は不明。

## ストーリー
陽光学苑。そこは一見すると普通の私立学園。ところがその実は世界中の大企業や諜報機関が、その次世代を送り込み様々な諜報・情報戦を繰り広げている「世界の裏側の静かな戦争」の縮図を繰り広げている場所だった。その静かな戦争は、世界の歴史の「これから」の道筋（プロット）を描き出す（ディレクト）する主導権争いの場であった。
主人公・十六娘卓也と幼馴染の沙羅は、その特殊な血筋から様々な機関によって強引にプロット・ディレクトの鍵として狙われてしまう。紆余曲折の果てに彼らは高校の部活動に強引に引き込まれて人類をゲームの駒にし、世界の動向を意のままに動かす東西の秘密結社の陰謀に立ち向かう。

## 登場人物

### 陽光学苑の生徒・教師
十六娘卓也（さかり たくや）
主人公。あらゆる技術者・異能力者、その中でも「達人」と呼ばれた最上級の能力を持つ血族と婚姻関係を結び、その能力を血筋に組み込んできた一族「十六娘（さかり）一族」の末裔の一人。それがおよそ「存在ある者」の手によって作られ、また利用できるものならば、初めて使うモノでも遺伝子に組み込まれた記憶によって完璧に理解し使いこなす才能を持つ。
露姫沙羅
ヒロイン。人魚の末裔。その血筋・肉体には伝説に言う人魚の異能（不死性や歌による魅了など）が封じ込められており、それを狙って様々な諜報機関に狙われる身となってしまう。
阿南美樹
穂波騎士
穂波麒
築鉄治
松戸
三原
美術の先生。
高野剣蔵
体育の先生。
シルヴィ・ド・リシュリュー
《KITY》の会長。

### ≪二輪卍≫グループ
東日流考彦
東日流バイオの社長。
黒木啓一
東日流バイオのエージェント。
藤沢香奈
技術陣のリーダー。沙羅の人魚の遺伝子を活性化させた。
刈谷
科学者。沙羅のクローンを米軍の空母に突入させた。
藤沢
海神の操縦者。

### 中国
宝星華
関秀世
雷紅憐
厳龍

### 日本政府
和島隆
総理大臣
那須博夫
政権与党幹事長。
人並保
陽光学苑のOB。内閣総理複合課係長。
佐竹伸明
内閣総理府複合課課長。

### 達人
関口柔心
鎮西八郎源為朝公
陳十官

### その他
阿南晴香
鈴木美虎
鳴海豪
卓也の叔父。
緒方達蔵
地元の資産家。

## 用語
私立陽光学苑高等学校
通称陰謀学院。
カスタムキュー・カルテット
陽光学苑のクラブ。卓也と沙羅が入ったことでヘキサグラムに名前を変えた。
カスタムキュー・ヘキサグラム
卓也の入っているクラブ。
爬虫人類
融心
潮満蛇
バルト・アン・デルス

## 既刊一覧
- 中里融司（著）・日向悠二（イラスト）、メディアワークス→KADOKAWA〈電撃文庫〉、全2巻
  - 『プロット・ディレクター』、2004年2月10日発売[1]、ISBN 978-4-8402-2610-3
  - 『プロット・ディレクターII 中華と通貨の狂詩』、2004年7月10日発売[2]、ISBN 978-4-8402-2733-9